# Station Gelnhausen
Station Gelnhausen is een spoorwegstation in de Duitse plaats Gelnhausen. Het station werd in 1867 geopend aan de spoorlijn Frankfurt - Göttingen.